# Ralf Illenberger

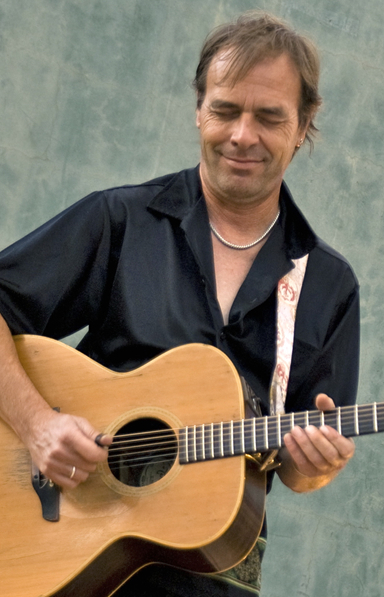
Ralf Illenberger, 2009

Ralf Illenberger (* 20. Dezember 1956 in Stuttgart) ist ein deutscher Gitarrist.

## Leben
Illenbergers erste Auftritte fanden 1977 statt, zunächst mit Duo-Partner Jürgen Kirsch. Später gründete er mit dem Gitarristen und Sänger Martin Kolbe das Duo Kolbe & Illenberger, das 1978 das Album Waves veröffentlichte. Die LP wurde für den Deutschen Schallplattenpreis nominiert. Am 3. September 1979 waren die beiden in der WDR-Sendung Rockpalast zu sehen. Bis 1987 veröffentlichten Kolbe & Illenberger sechs weitere Alben und spielten etwa 1.000 Konzerte in 40 Ländern, zum Teil in Zusammenarbeit mit dem Goethe-Institut.
1987 gründete Illenberger die Band Ralf Illenberger’s Circle. Eine gleichnamige CD erschien 1988 (Top Ten in der Jahresliste des Magazins Pulse!). Der Titelsong des nächsten Albums Heart & Beat (1990) wurde ein Radiohit in den USA und erreichte die Spitzenposition in drei Radio-Playlists. Soleil (1993) erhielt eine Vier-Sterne-Wertung in Downbeat und hervorragende Kritiken („One of the best examples of the New Age genre“, deutsch: Eines der besten Beispiele des New-Age-Genres. — Chicago Tribune). In Zusammenarbeit mit dem Multi-Instrumentalisten Büdi Siebert erschien 1994 das Album Serenade.
Seit 1991 arbeitete Ralf Illenberger immer wieder mit der New-Age-Sängerin Susan Osborn zusammen. Sie spielten mehrere Alben ein und absolvierten gemeinsam fünf Japan-Tourneen. In seinem Studio in Sedona (Arizona, USA) nahm Illenberger seit 1995 die CDs Sedona, Still Waters (mit David Friesen), The Gateway, The Kiss und Emerge auf. 1997 erschien das Album An Dich hab ich gedacht von Hannes Wader mit Ralf Illenberger und Eberhard Weber (Bass), Waders Interpretationen von Schubert-Liedern. Illenberger arrangierte die ursprüngliche Klavierbegleitung für Gitarre und Bass. Mit der Sängerin Lenedra Carroll (der Mutter der Sängerin Jewel) nahm er 2005 die CD Beyond Words auf und arbeitete als Produzent und Arrangeur 2006 für Kiana (eine hawaiianische Sängerin) und Simon Spire aus Neuseeland.
Im Jahre 2011 erschien beim Verlag Acoustic Music Books das Notenbuch „Best of Kolbe-Illenberger“ mit 13 ausnotierten Werken, die von dem Gitarristen Peter Autschbach transkribiert wurden.
Seit 2010 spielt Ralf Illenberger in einem Gitarrenduo mit Peter Autschbach. In Illenbergers Studio in Sedona nahmen sie 2012 ihr Album No Boundaries auf, das sie in vielen Konzerten in Deutschland, Italien und den USA vorstellten. Eine Titelstory über das Duo erschien in der Fachzeitschrift Akustik Gitarre. 2014 folgte das Album One Mind, 2017 erschien Zero Gravity.
Im Mai 2014 trat Illenberger nach 28 Jahren wieder gemeinsam mit seinem früheren Duopartner Martin Kolbe auf, im Zusammenhang mit Kolbes Bipolar Roadshow 2014, ebenfalls mit Peter Autschbach.
Während seiner Tätigkeit als Komponist, Produzent und Gitarrist verkaufte Illenberger 400.000 LPs und CDs und gab Konzerte in 50 Ländern. Bis jetzt produzierte er 16 Alben, darunter drei Top-Ten-Titel in den USA und fünf Alben in Europa, was ihm eine Grammy-Nominierung und die Nominierung zum Deutschen Schallplattenpreis einbrachte. Ralf Illenberger lebt und arbeitet in Sedona, Arizona, in den USA.